# Ampedus karneri
Ampedus karneri е вид бръмбар от семейство Полски ковачи (Elateridae).

## Разпространение
Видът е разпространен в Гърция.